# Kirkbymoorside
Kirkbymoorside è un paese di 3 040 abitanti della contea del North Yorkshire, in Inghilterra.